# Člunek
Člunek település Csehországban, a Jindřichův Hradec-i járásban. Člunek Hospříz, Číměř, Kačlehy, Nová Bystřice, Kunžak és Střížovice településekkel határos. Lakosainak száma 486 fő (2024. január 1.).

## Népesség
A település lakosságának változását az alábbi diagram mutatja:
| Lakosok száma | 1917 | 1672 | 1334 | 643  | 455  | 457  | 491  | 472  | 485  | 486  |
|               | 1869 | 1890 | 1921 | 1950 | 1980 | 2001 | 2017 | 2019 | 2022 | 2024 |